# Điện hóa sinh học
Điện hóa sinh học/hóa điện sinh học là một chi nhánh của điện hóa học và hóa học sinh lý liên quan đến các chủ đề điện sinh lý như vận chuyển tế bào electron proton, điện thế màng tế bào và phản ứng điện cực của enzyme oxy hóa khử.

## Lịch sử
Sự khởi đầu của hóa điện sinh học, cũng như của điện hóa học, có liên quan chặt chẽ đến sinh lý học thông qua các tác phẩm của Luigi Galvani và sau đó là Alessandro Volta.  Công trình hiện đại đầu tiên trong lĩnh vực này được coi là của nhà sinh lý học người Đức Julius Bernstein (1902) liên quan đến nguồn sinh học do nồng độ ion khác nhau qua màng tế bào.  Lĩnh vực hóa điện sinh học đã phát triển đáng kể trong thế kỷ qua, duy trì mối liên hệ chặt chẽ với các ngành y học và sinh học và kỹ thuật khác nhau như điện sinh lý học, kỹ thuật y sinh và động học enzyme.  Những thành tựu trong lĩnh vực này đã được trao một số giải thưởng Nobel về Sinh lý học hoặc Y học.  Trong số các nhà điện học nổi bật đã đóng góp cho lĩnh vực này, có thể kể đến John Bockris.